# Rynchobanchus nigriventris
Rynchobanchus nigriventris là một loài tò vò trong họ Ichneumonidae.